# Tears of Heaven
Tears of Heaven (en hangul, 천국의 눈물; en hanja, 天國의 눈물) es una serie de televisión surcoreana emitida originalmente durante 2014 y protagonizada por Park Ji Young, Hong Ah Reum, Seo Jun Young y Yoon Seo.
Fue trasmitida por MBN desde el 11 de octubre de 2014 hasta el 3 de enero de 2015, finalizando con una longitud de 25 episodios emitidos sábados y domingos a las 18:20 (KST).

## Argumento
Yoon Cha Young (Hong Ah Reum) se entera de que su madre Yoo Sun Kyung (Park Ji Young) la abandonó cuando era niña, debido su ambición egoísta, la busca para obtener su venganza.

## Reparto

### Principal
- Park Ji Young como Yoo Sun Kyung.
- Hong Ah Reum como Yoon Cha Young.
- Seo Jun Young como Lee Ki Hyun / Cha Sung Tan.
- Yoon Seo como Ji Je In.

### Secundario
- Lee Jong Won como Lee Do Yeob.
- Yoon Da Hoon como Jin Hyun Tae.
- Kim Yeo Jin como Pan Hye Jung.
- In Gyo-jin como Jin Hyun Woong.[3]
- Park Geun Hyung como Jin Man Bok.
- Yoon Joo Sang como Lee Gook Hwan.
- Park Jung Soo como Sr. Jo.
- Lee Yong Yi como Yoon Eun Ja.
- Choi Hyun como Park Man Ki.
- Yoon Sang Hoon como Secretaria Cha.
- Joo Min Ha como Go Jung Eun.
- Lee Do-yeop como Lee Jong-won.[4]

### Apariciones especiales
- Lee Han-wi como el director del orfanato (cameo).
- Jin Kyung.
- Lee Byung Wook.

## Emisión internacional
- Hong Kong: TVB (18 de junio~22 de julio de 2015).
- Singapur: Channel U.
- Taiwán: Videoland (18 de mayo~15 de julio de 2015).[5]